# Artère cystique
L'artère cystique est une artère systémique de l'abdomen qui vascularise la vésicule biliaire et le conduit cystique.

## Origine
L'artère cystique nait du rameau droit de l'artère hépatique propre dans la partie supérieure du triangle hépatobiliaire.

## Trajet
L'artère cystique se dirige en haut vers le canal cystique et donne deux à quatre branches mineures qui alimentent une partie du conduit cystique et du col de la vésicule biliaire avant de se diviser en deux branches à la face supérieure du col de la vésicule biliaire :
- une  branche superficielle (ou antérieure) qui passe sous la face gauche de la vésicule biliaire,
- une branche profonde (ou postérieure) qui s'étend entre la vésicule biliaire et la fosse de la vésicule biliaire, se terminant au péritoine attaché à la surface du foie.

## Zone de vascularisation
L'artère cystique vascularise la vésicule biliaire et le conduit cystique.

## Variation anatomique
La description ci-dessus correspond à 70 % des cas.

### Origine
Son origine peut être plus proximale ou plus distale du rameau droit de l'artère hépatique propre et peut naître du rameau gauche de l'artère hépatique propre, de l'artère gastroduodénale, de l'artère mésentérique supérieure ou parfois d'autres branches hépatiques ou pancréatico-duodénales.

### Artère cystique double
Lorsque les branches superficielle et profonde de l'artère cystique ne partagent pas une origine commune, elle est définie comme une double artère cystique survenant avec une fréquence de 15%.
La branche profonde provient systématiquement du rameau droit de l'artère hépatique propre qui est généralement aussi l'origine de la branche superficielle, mais dans certains cas, il a été constaté qu'elle pouvait provenir de l'artère du segment antérieur hépatique, de l'artère hépatique moyenne, du rameau gauche de l'artère hépatique propre, de l'artère mésentérique supérieure, de l'artère gastroduodénale ou de l'artère rétroduodénale.
Il a été démontré qu'environ la moitié des artères cystiques superficielles pénètrent par le triangle hépatobiliaire, tandis que les artères cystiques profondes sont souvent assez petites en longueur et en diamètre. Le triplement de l'artère cystique est très rare, survenant entre 0 et 0,3% des cas.

### Origine aberrante de l'artère hépatique droite
Une anatomie inhabituelle du foie droit peut affecter le trajet et la forme de l'artère cystique, la variation la plus fréquente résultant d'une origine aberrante du rameau droit de l'artère hépatique propre qui est décrite dans 2 à 16% des cas.
Généralement l'origine anormale est l'artère mésentérique supérieure ou plus rarement l'aorte abdominale, produisant ce qui a été décrit comme une «artère hépatique droite remplaçante», passant par le triangle hépatobiliaire et passant postérieurement et parallèlement au conduit cystique.
En raison de la proximité étroite de la vésicule biliaire avec l'artère hépatique droite (de remplacement), une bosse peut se former, et cette artère produit généralement plusieurs branches cystiques courtes plutôt qu'une seule artère cystique.

### Rameau gauche de l'artère hépatique propre
L'artère cystique peut provenir du rameau gauche de l'artère hépatique propre et, dans ce cas, elle traverse généralement un passage de parenchyme hépatique, en s'approchant du col de la vésicule biliaire, avant de bifurquer en branches ascendantes (ou supérieures) et descendantes (ou inférieures). Cette situation se retrouve dans environ 1% des cas.
Cette forme ne passe pas par le triangle hépatobiliaire et a été retrouvée située à la fois en avant et en arrière du canal hépatique commun.

### Artère cystique récurrente
Chez moins de 1% des patients, une forme connue sous le nom d'artère cystique récurrente est trouvée - l'artère cystique provient du rameau gauche de l'artère hépatique propre et traverse les ligaments cholécystoduodénaux ou cholécystocoliques (reliant respectivement la vésicule biliaire au duodénum et au côlon transverse), suit le bord droit du ligament hépato-duodénal, et se connecte au fond de la vésicule biliaire avant de descendre pour alimenter le corps et le cou.

### Artère cystique basse
Lorsque l'artère cystique unique provient de l'artère gastroduodénale, elle forme une configuration appelée artère cystique basse, car elle passe en dessous du conduit cystique à travers le ligament cholécystoduodénal, et reste donc en dehors du triangle hépatobiliaire.
Cette condition a également été décrite comme une artère cystique inférieure et une transposition de l'artère et du canal cystique avec une prévalence d'environ 5%.
Chez 25% de ces patients, il y aura un apport artériel secondaire à la vésicule biliaire, avec l'artère basse agissant comme l'équivalent de la branche postérieure.

## Aspect clinique
Lors des opérations d'ablation de la vésicule biliaire (cholécystectomie), l'artère cystique doit être identifiée de façon précise pour éviter toutes lésions vasculaires et en raison de sa variabilité anatomique.